# Amt Büdesheim
Das Amt Büdesheim war ein Amt des Großherzogtums Hessen in dessen Provinz Oberhessen.

## Funktion
In der Frühen Neuzeit waren Ämter eine Ebene zwischen den Gemeinden und der Landesherrschaft. Die Funktionen von Verwaltung und Rechtsprechung waren hier nicht getrennt. Dem Amt stand ein Amtmann vor, der von der Landesherrschaft eingesetzt wurde. 

## Geschichte
Mit der Rheinbundakte von 1806 fiel die staatliche Hoheit über die Burggrafschaft Friedberg dem Großherzogtum Hessen zu. Dies geschah aber mit der Einschränkung, dass der Burggraf, Clemens August von Westphalen, bis zu seinem Tod Titel und Rechte eines Standesherren in der ehemaligen Burggrafschaft behielt. 1817 gab er seine Rechte daran vertraglich an den Staat ab.
Nachdem die Rechte an den Staat übergegangen waren, organisierte das Großherzogtum 1817 die Ortschaften in der ehemaligen Burggrafschaft neu. Aus
- Büdesheim,
- Kaichen und
- Rendel

bildete er das Amt Büdesheim.
Dieses bestand nicht lange. Ab 1820 kam es im Großherzogtum Hessen zu Verwaltungsreformen. 1821 wurden auch auf unterer Ebene Rechtsprechung und Verwaltung getrennt und alle Ämter aufgelöst. Für die bisher durch die Ämter wahrgenommenen Verwaltungsaufgaben wurden Landratsbezirke geschaffen, für die erstinstanzliche Rechtsprechung Landgerichte. Die Verwaltungsaufgaben des ehemaligen Amtes Büdesheim wurden auf den Landratsbezirk Vilbel und die Rechtsprechung dem Landgericht Großkarben übertragen.